# Estádio Municipal de Camacan
O Estádio Antônio Elias Ribeiro, também conhecido como Ribeirão, é um estádio de futebol localizado no município de Camacan, Bahia, possuindo capacidade para 4.000 espectadores. Antônio Elias Ribeiro foi um expedicionário que em 1892 plantou as primeiras sementes e mudas de cacau às margens do Rio Pardo.
O estádio situa-se na rodovia que dá acesso à BR-101, e fica próximo ao terminal rodoviário Joviano Pinheiro de Moura, tendo sido recentemente totalmente reformado pela prefeitura municipal, com um gramado em boas condições, tendo sido palco de jogos festivos de times do Sudeste e Nordeste, que na década de 80 e começo da década de 90 faziam excursões pelo Estado.